# تيمطضا (آيت مراو)
تيمطضا هو دُوَّار يقع بجماعة إغيل ن أومكون، إقليم تنغير، جهة درعة تافيلالت في المملكة المغربية. ينتمي الدوّار لمشيخة آيت مراو التي تضم 13 دوار. يقدر عدد سكانه بـ 267 نسمة حسب الإحصاء الرسمي للسكان والسكنى لسنة 2004.

## روابط خارجية
- البوابة الوطنية للجماعات الترابية نسخة محفوظة 12 مارس 2018 على موقع واي باك مشين.
- المندوبية السامية للتخطيط